# Takuya Akiyama
Takuya Akiyama (jap. 秋山 拓也, Akiyama Takuya; * 26. August 1994 in der Präfektur Aichi) ist ein japanischer Fußballspieler.

## Karriere
Takuya Akiyama erlernte das Fußballspielen in der Universitätsmannschaft der Osaka University of Health and Sport Sciences. Seinen ersten Vertrag unterschrieb er 2017 bei Albirex Niigata (Singapur). Der Verein ist ein Ableger des japanischen Vereins Albirex Niigata der in der ersten Liga von Singapur, der S. League, spielte. In seiner ersten Saison wurde er Meister und gewann den Singapore Cup und den League Cup. 2018 verließ er den Klub und schloss sich Ventforet Kofu an. Der Verein aus Kōfu spielte in der zweiten japanischen Liga, der J2 League. Nach einer Saison wechselte er zum Ligakonkurrenten Tokushima Vortis nach Tokushima. Mit Vortis feierte er 2020 die Zweitligameisterschaft und den Aufstieg in die erste Liga. Nach zwei Jahren wechselte er im Januar 2021 nach Nagano zum Drittligisten AC Nagano Parceiro.

## Erfolge
Albirex Niigata (Singapur)
- Singapurischer Meister: 2017
- Singapurischer Pokalsieger: 2017
- Singapurischer Ligapokalsieger: 2017

Tokushima Vortis
- Japanischer Zweitligameister: 2020  ▲